# Anthology 3
Pour les articles homonymes, voir Anthology.
Albums de The Beatles
Anthology 2
(1996) Yellow Submarine Songtrack
(1999)
Anthology 3 est une compilation sortie en novembre 1996 dans le cadre de la collection The Beatles Anthology. Cet album double contient des enregistrements rares et des versions alternatives des chansons des Beatles, depuis les sessions initiales de l’Album Blanc, jusqu'aux dernières de Abbey Road.
Contrairement aux deux premiers volumes de la collection, aucun nouvel enregistrement des trois musiciens survivants n'y a été inclus.

## Analyse

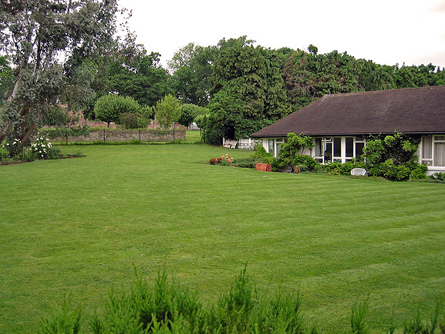
Kinfauns, le domaine de George Harrison.

Fin mai 1968, au retour de leur séjour en Inde, le groupe se réunit à Kinfauns, le domaine de George Harrison, pour y enregistrer des maquettes de plusieurs chansons dont la plupart seront réenregistrées pour leur prochain album. On entend ici sept de ces enregistrements. Les vingt-sept pistes seront plus tard remixées et publiées dans le disque bonus de la réédition du 50e anniversaire de l'« Album blanc » en 2018.
Les autres pistes sont tirées des séances d'enregistrement des albums The Beatles, Let It Be et Abbey Road. De plus, une démo de la chanson Come and Get It est composée et jouée seul par McCartney. Elle sera réenregistrée par le groupe Badfinger comme chanson thème du film The Magic Christian qui met en vedette Peter Sellers et Ringo Starr. Outre la chanson déjantée inédite What's the New Mary Jane, certaines pistes de cet album seront reprises par leurs auteurs sur leurs albums solo, tels Junk, Not Guilty ou All Things Must Pass.
Anthology 3 s'ouvre avec A Beginning, une orchestration de George Martin qui devait apparaître en introduction de la chanson Don't Pass Me By de l'« Album blanc », et ne possède pas de nouvel enregistrement de John Lennon complété par le groupe. Offerts par Yoko Ono, les Beatles possédaient pourtant deux autres enregistrements de démonstration de leur collègue disparu; Now and Then et Grow Old with Me (en). Comme cette dernière avait déjà été publiée sur l'album posthume Milk and Honey de Lennon, elle n'a pas retenue pour le projet. En 1998, à la demande de Yoko Ono, cet enregistrement, datant de 1980, est réhaussé d'une orchestration composée et dirigée par George Martin, avec son fils Giles à la basse, afin d'être inclus dans l'album compilation John Lennon Anthology. En 2019, un tout nouvel enregistrement de la chanson, avec McCartney invité à la basse et aux chœurs, est publié par Ringo Starr sur son album What's My Name. Le producteur Jack Douglas (en) inclus, dans son arrangement de cordes, une courte mélodie tirée de la chanson Here Comes the Sun de George Harrison.
Le 22 juin 1994, avec Jeff Lynne à la console, Paul McCartney, Ringo Starr et George Harrison tentent de terminer Now and Then mais le travail est rapidement abandonné car ce dernier en est insatisfait à cause surtout de la qualité sonore inadéquate. Plus tard, une collaboration McCartney/Harrison intitulée All for Love est envisagée mais l'idée meurt dans l'œuf et une relecture de la chanson Let It Be est envisagée mais un des membres du groupe y a apposé son véto. Pour entendre une version finalisée de Now and Then, il faudra attendre jusqu'en 2023, au moment où la technologie de séparation des sons permette un produit final de qualité.
Cette fois, aucun single ou maxi ne fut publié pour accompagner la sortie de cette dernière compilation.

## Liste des chansons
Toutes les chansons sont créditées Lennon/McCartney sauf indication contraire. Le symbole ‡ dénote une chanson inédite au répertoire du groupe.

### Disque 1
1. A Beginning (Martin) ‡ – 0:50
2. Happiness Is a Warm Gun (Kinfauns Demo) [Mono] – 2:14
3. Helter Skelter (Prise 2, éditée) [Mono] – 4:37
4. Mean Mr. Mustard (Kinfauns Demo) – 1:57
5. Polythene Pam (Kinfauns Demo) – 1:26
6. Glass Onion (Kinfauns Demo) – 1:51
7. Junk (Kinfauns Demo) (McCartney) ‡ – 2:24
8. Piggies (Kinfauns Demo) [Mono] (Harrison) – 2:01
9. Honey Pie (Kinfauns Demo) – 1:19
10. Don't Pass Me By (Prises 3 & 5) (Starkey) – 2:42
11. Ob-La-Di, Ob-La-Da – 2:42
12. Good Night (Répétition & Prise 34) – 2:56
13. Cry Baby Cry (Prise 1) – 2:37
14. Blackbird (Prise 4) – 2:46
15. Sexy Sadie (Prise 6) – 2:18
16. While My Guitar Gently Weeps (Demo) (Harrison) – 4:06
17. Hey Jude (Prise 25) – 3:27
18. Not Guilty (Prise 102) (Harrison) ‡ – 3:22
19. Mother Nature's Son (Prise 2) – 3:17
20. Glass Onion [Mono] – 2:08
21. Rocky Raccoon (Prise 8) – 4:12
22. What's the New Mary Jane (Prise 4) ‡ – 6:12
23. Step Inside Love/Los Paranoias (Lennon / McCartney / Harrison / Starkey) ‡ – 2:30
24. I'm So Tired (Prises 3, 6 & 9) – 2:14
25. I Will (Prise 1) – 1:55
26. Why Don't We Do It in the Road? (Prise 4) – 2:15
27. Julia (Prise 2) – 1:57

### Disque 2
1. I've Got a Feeling (Savile Row) – 2:49
2. She Came in Through the Bathroom Window (Répétition) (Savile Row) – 3:36
3. Dig a Pony (Savile Row) – 4:18
4. Two of Us (Savile Row) – 3:27
5. For You Blue (Savile Row) (Harrison) – 2:22
6. Teddy Boy (Savile Row) (McCartney) ‡ – 3:18
7. Medley : Rip It Up / Shake, Rattle and Roll / Blue Suede Shoes (Blackwell et Marascalco / Calhoun / Perkins) (Savile Row) ‡ – 3:10
8. The Long and Winding Road (Savile Row) – 3:40
9. Oh! Darling (Savile Row) – 4:08
10. All Things Must Pass (Demo) (Harrison) ‡ – 3:05
11. Mailman, Bring Me No More Blues (Savile Row) (Roberts (en) / Katz / Clayton) ‡ – 1:55
12. Get Back (Extrait du rooftop concert) – 3:08
13. Old Brown Shoe (Demo) (Harrison) – 3:02
14. Octopus's Garden (Prises 2 & 8) (Starkey) – 2:49
15. Maxwell's Silver Hammer (Prise 5) – 3:49
16. Something (Demo) [Mono] (Harrison) – 3:18
17. Come Together (Prise 1) – 3:40
18. Come and Get It (Demo) (McCartney) ‡ – 2:29
19. Ain't She Sweet (Jam) (Ager / Yellen (en)) ‡ – 2:08
20. Because (a cappella) – 2:23
21. Let It Be (Savile Row) – 4:05
22. I Me Mine (Prise 16) (Harrison) – 1:47
23. The End (Remix) – 2:50